# Erez
Erez  (em hebraico:  אֶרֶז, literalmente cedro), é um kibutz localizado no sudoeste de Israel. Situa-se no canto noroeste do deserto de Negueve, à aproximadamente 18 quilômetros ao sul da cidade de Ascalão, adjacente à fronteira norte da Faixa de Gaza. É um dos 11 kibutz sob jurisdição do Conselho Regional de Sha'ar HaNegev (em hebraico:  מועצה אזורית שער הנגב). O kibutz possui uma população de 402 habitantes.
Próximo ao kibutz situa-se a Passagem de Erez, maior, mais conhecida e importante ponto de travessia, para a entrada ou saída de bens e pessoas da Faixa de Gaza.

## História
O nome Erez tem origem no primeiro núcleo de pessoas à colonizar o kibutz, membros do movimento jovem Noar Oved, provenientes da cidade de Petah Tikva. Originalmente se estabeleceram na área do vizinho kibutz de Or HaNer, próximo à Sderot, em 1949. No ano de 1950, eles foram realojados em sua atual localização, sobre as ruínas da vila árabe abandonada de Dimra.

## Economia
O kibutz possui três indústrias principais; agricultura (cultivos de frutas e outros vegetais e pecuária), manufatura (indústria de produtos termoplásticos) e pesquisa e desenvolvimento.